# Pavillon de la Muette

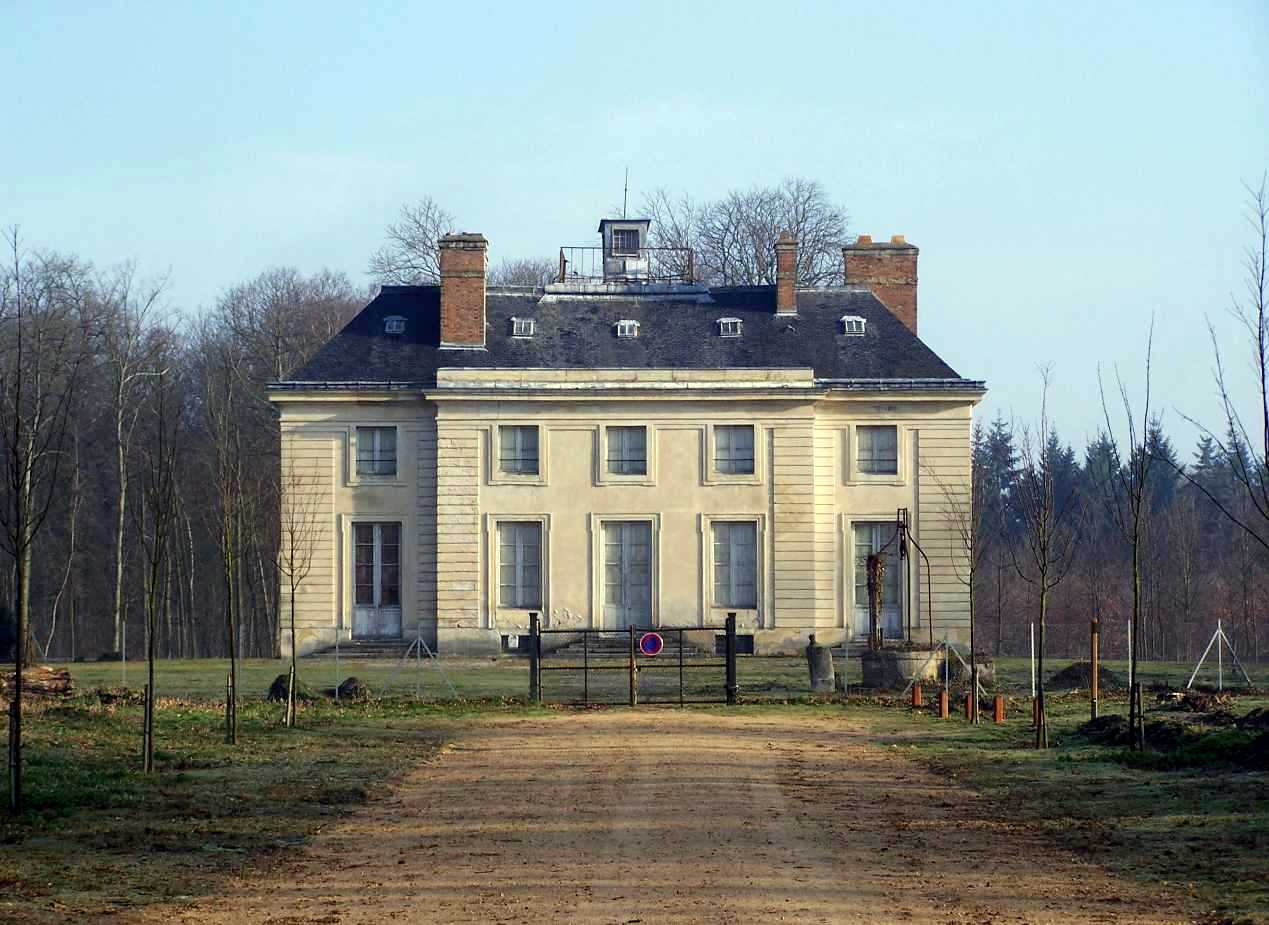
Fachada do Pavillon de la Muette.

O Pavillon de la Muette é um pequeno palácio de caça situado na parte norte da Floresta de Saint-Germain-en-Laye, no departamento de Yvelines (França).
Este pavilhão de caça foi construído pelo arquitecto Ange-Jacques Gabriel para o Rei Luís XIV, en 1775, sobre as ruínas dum antigo edifício construído por Francisco I no século XVI.
Foi classificado como Monumento Histórico no dia 7 de Abril de 1921. Actualmente é propriedade do Estado, sendo gerido pelo Office national des forêts (Gabinete Nacional das Florestas).